# ناقوس آبی
هیاسنتوئیدها (انگلیسی: Hyacinthoides) یک سرده از گیاهان گل‌دارها در خانواده مارچوبگان است که با نام ناقوس آبی شناخته می‌شود.